# هيلين إل. كوش
هيلين إل. كوش (بالإنجليزية: Helen L. Koch)‏ هي عالمة نفس أمريكية، ولدت في 26 أغسطس 1895 في بلو أيلاند في الولايات المتحدة، وتوفيت في 14 يوليو 1977 في شيكاغو في الولايات المتحدة.